# 白煙色
白烟色，是一種顏色（英文：White Smoke），是白灰色顏色之一，是白灰色帶白的色彩。

三原色光模式RGB值為(245,245,245)、印刷四分色模式CMYK值為(0,0,0,4)、HSV色彩属性模式值為(0,0,96)。